# MÁV IVd
Die MÁV IVd waren Güterzug-Schlepptenderlokomotiven der ungarischen Staatsbahnen (MÁV).

## Geschichte
Da die MÁV mit vierfach gekuppelten Lokomotiven keine positiven Erfahrungen mit dem Kurvenlauf gemacht hatten (vgl. MÁV IVc), entschied man sich für die Anschaffung von Mallet-Lokomotiven für den Güterzugdienst auf steigungs- und krümmungsreichen Strecken.
Die Budapester Maschinenfabrik wählte für ihren Entwurf dieselben Raddimensionen wie für die Kategorie MÁV IVc.
Auch der Kessel unterschied sich kaum in seinen Abmessungen von dieser Kategorie.
Der Antrieb war wie bei Mallet-Lokomotiven üblich als Verbundtriebwerk ausgeführt.
Statt der Heusinger-Steuerung fand bei einigen Maschinen die Gölsdorfsche Winkelhebelsteuerung Anwendung, die sich aber in Ungarn nicht durchsetzen konnte.
Ihr vorgesehenes Einsatzgebiet hatten die 30 von 1898 bis 1902 gebauten Fahrzeuge auf den Karststrecken, auf der Strecke nach Petrozsény und in den Karpaten (Brassó–Predeal).
Nachdem die Tender mit einer Westinghouse-Bremse ausgerüstet worden waren, konnten die Lokomotiven auch vor Personenzügen eingesetzt werden.
Die Lokomotive mit der Nr. 4405 wurde von der MÁVAG auf der Weltausstellung Paris 1900 präsentiert.